# Нанокаити (княжество)
Княжество Нанокаити (яп. 七日市藩 Нанокаити-хан) — феодальное княжество (хан) в Японии периода Эдо (1616—1871). Нанокаити-хан располагался в южной части провинции Кодзукэ (современная префектура Гумма) на острове Хонсю.

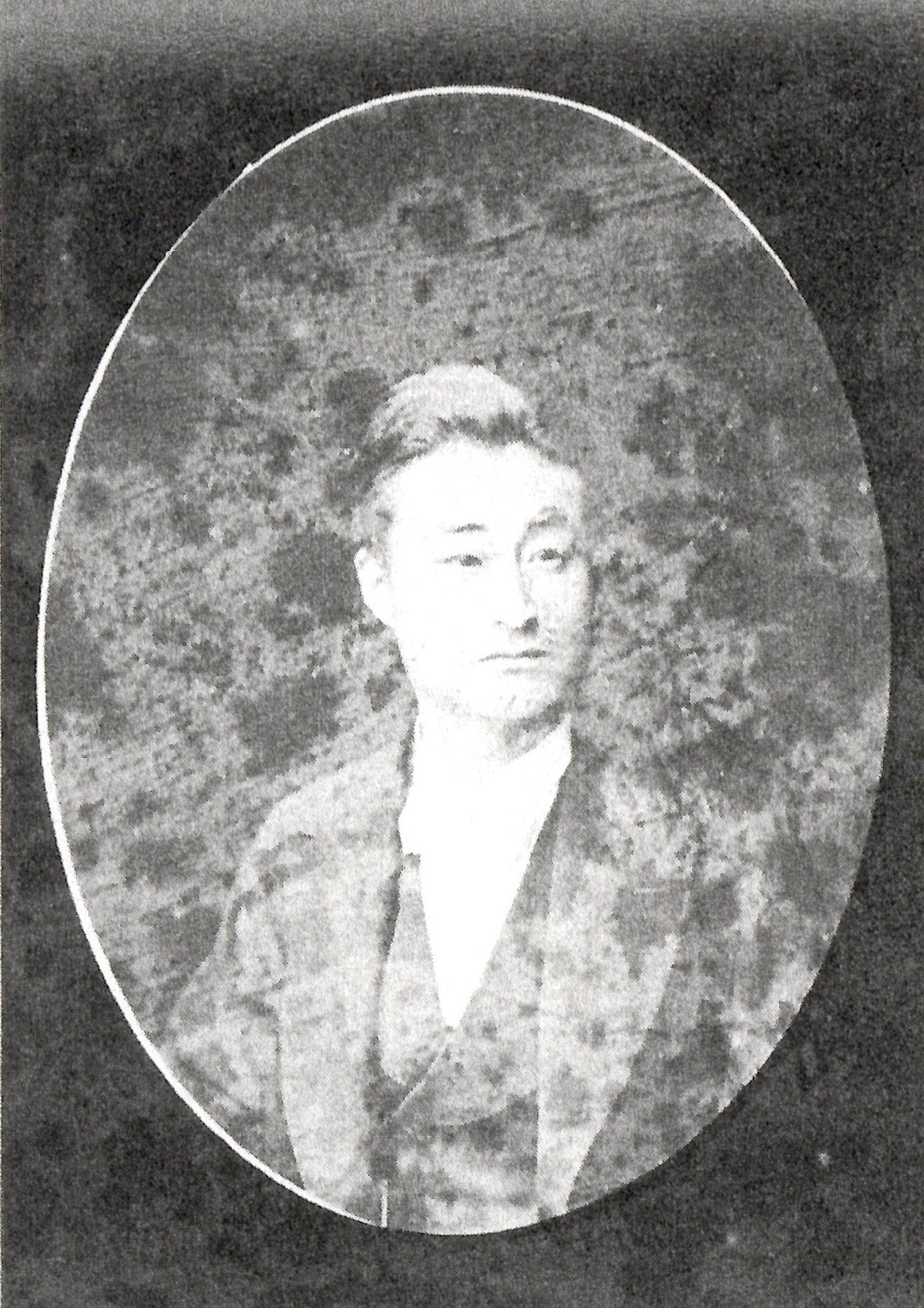
Маэда Тосиаки (1850—1896), последний (12-й) даймё Нанокаити-хана (1869—1871)

Административный центр хана: Нанокаити jin’ya в провинции Кодзукэ (современный город Томиока, префектура Гумма). На протяжении всей истории княжеством управлял младшая ветвь самурайского рода Маэда из Кага-хана.

## История
Маэда Тоситака (1594—1637), пятый сын Маэды Тосииэ, в 1616 году получил в награду от Токугава Иэясу за своё участие в осаде замка Осака поместье Нанокаити в провинции Кодзукэ (10 000 коку).
Во время правления Маэды Тосиёси, 10-го даймё Нанокаити-хана, была проведена обширная программа фискальной реформы. Тем не менее, в правление его преемника Маэды Тосиакиры, 11-го даймё Нанокаити-хана, jin’ya (укрепленный дом) сгорел вместе с большей частью города в результате пожара. Княжество страдало от повторных неурожаев, что приводило к просьбам о помощи к родственникам в Кага-хан.
Во время Войны Босин (1868—1869) княжество Нанокаити перешло на сторону императорского правительства Мэйдзи. В июле 1871 года после административно-политической реформы Нанокаити-хан был ликвидирован. На территории бывшего княжества первоначально была создана префектура Нанокаити, которая позже стала частью префектуры Гумма.
Согласно переписи 1840 года, в Нанокаити-хане проживало 614 человек в 174 домохозяйствах. Главная резиденция даймё Нанокаити-хана в Эдо находилась вблизи Хандзомона.

## Список даймё
| #                             | Имя и годы жизни                           | Годы правления | Титул                      | Ранг                     | Кокудара    | Примечания                                                                     |
| ----------------------------- | ------------------------------------------ | -------------- | -------------------------- | ------------------------ | ----------- | ------------------------------------------------------------------------------ |
| Род Маэда (тодзама) 1616—1871 |                                            |                |                            |                          |             |                                                                                |
| 1                             | Маэда Тоситака (1594-1637) (яп. 前田利孝)  | 1616-1637      | Ямато-но-ками (大和守)     | Пятый нижний (従五 位下) | 10,000 коку | Пятый сын Маэды Тосииэ                                                         |
| 2                             | Маэда Тосимото (1625-1685) (яп. 前田利意)  | 1637-1685      | Укон-дайфу (兵部少輔)      | Пятый нижний (従五位下)  | 10,000 коку | Старший сын предыдущего                                                        |
| 3                             | Маэда Тосихиро (1645-1693) (яп. 前田利広)  | 1685-1693      | неизвестно                 | Пятый нижний (従五位下)  | 10,000 коку | Старший сын предыдущего                                                        |
| 4                             | Маэда Тосиёси (1670-1695) (яп. 前田利慶)   | 1693-1695      | неизвестно                 | Пятый нижний (従五位下)  | 10,000 коку | Старший сын предыдущего                                                        |
| 5                             | Маэда Тосифуда (1689-1708) (яп. 前田利英)  | 1695-1708      | неизвестно                 | Пятый нижний (従五位下)  | 10,000 коку | Младший брат предыдущего, второй сын Маэды Тосихиро, 3-го даймё Нанокаити-хана |
| 6                             | Маэда Тоситада (1699-1756) (яп. 前田利理)  | 1708-1756      | Танго-но-ками (丹後守)     | Пятый нижний (従五位下)  | 10,000 коку | Приёмный сын предыдущего                                                       |
| 7                             | Маэда Тосихиса (1732-1792) (яп. 前田利尚)  | 1756-1782      | Ямато-но-ками (大和守)     | Пятый нижний (従五位下)  | 10,000 коку | Четвертый сын предыдущего                                                      |
| 8                             | Маэда Тосиакира (1764-1786) (яп. 前田利見) | 1782-1786      | Укон-и-но-сёгэн (右近将監) | Пятый нижний (従五位下)  | 10,000 коку | Второй сын предыдущего                                                         |
| 9                             | Маэда Тосмоти (1768-1828) (яп. 前田利以)   | 1786-1808      | Ямато-но-ками (大和守)     | Пятый нижний (従五位下)  | 10,000 коку | Приёмный сын предыдущего                                                       |
| 10                            | Маэда Тосиёси (1791-1839) (яп. 前田利和)   | 1808-1839      | Ямато-но-ками (大和守)     | Пятый нижний (従五位下)  | 10,000 коку | Приёмный сын предыдущего                                                       |
| 11                            | Маэда Тосиакира (1823-1877) (яп. 前田利豁) | 1840-1869      | Танго-но-ками (丹後守)     | Пятый нижний (従五位下)  | 10,000 коку | Приёмный сын предыдущего                                                       |
| 12                            | Маэда Тосиаки (1850-1896) (яп. 前田利昭)   | 1869-1871      | Хидзэн-но-ками (肥前守)    | Пятый нижний (従五位下)  | 10,000 коку | Старший сын предыдущего                                                        |